# Milano-Vignola 1956
La Milano-Vignola 1956, quarta edizione della corsa, si svolse il 15 agosto 1956 lungo un percorso totale di 250 km. Fu vinta dall'italiano Pierino Baffi che terminò la gara in 6h11'21".
Era valida come terza prova dei Campionati italiani di ciclismo su strada.

## Ordine d'arrivo (Top 10)
| Pos. | Corridore         | Squadra       | Tempo    |
| ---- | ----------------- | ------------- | -------- |
| 1    | Pierino Baffi     | Nivea-Fuchs   | 6h11'21" |
| 2    | Giuseppe Cainero  | Carpano-Coppi | s.t.     |
| 3    | Vasco Modena      | Arbos         | s.t.     |
| 4    | Giorgio Albani    | Legnano       | a 2'04"  |
| 5    | Alfio Ferrari     | Arbos         | s.t.     |
| 6    | Riccardo Filippi  | Ignis-Varese  | s.t.     |
| 7    | Fiorenzo Magni    | Nivea-Fuchs   | s.t.     |
| 8    | Loretto Petrucci  | Girardengo    | s.t.     |
| 9    | Giuliano Michelon | Bianchi       | s.t.     |
| 10   | Fausto Coppi      | Carpano       | s.t.     |